# Krohnstieg Center
Het Krohnstieg Center is een overdekt winkelcentrum in het stadsdeel Langenhorn in Hamburg.

## Ligging
Het Krohnstieg Center ligt in het Hamburgse district Hamburg-Nord in het stadsdeel Langenhorn. Het bouwblok van het centrum ligt aan de Noordzijde, waar de hoofdingang is, aan de Krohnstieg, tegenover het winkelcentrum LaHoMa Living Plaza. Aan zowel de west- als de oostzijde grenst het aan nieuwe bebouwing. De zuidzijde grenst gedeeltelijk aan de Timmweg. Het centrum is bereikbaar met metro, bus en auto. Het centrum beschikt over een eigen parkeergarage.

## Geschiedenis
Het winkelcentrum, dat bestaat uit drie delen, is gebouwd in 2002-2004. Het grondstuk werd gekocht voor € 6 miljoen. De bouwkosten voor het centrum naar ontwerp van architectenbureau WGK Planungsgesellschaft mbH bedroegen ca. € 18 miljoen. In 2011 werd het centrum gemoderniseerd. Nadat supermarkt Marktkauf het winkelcentrum verliet werd het in 2019-2021 gerenoveerd voor € 60 miljoen naar een ontwerp van architectenbureau Chapman Taylor. Hierbij werden de buitengevels gemoderniseerd zodat het centrum meer uitnodigend werd. Aan de binnenkant zijn de begane grond en de eerste verdieping gemoderniseerd zodat bezoekers er langer verblijven.

## Eigendom en beheer
Het complex werd gebouwd in opdracht van investeerder Projektgesellschaft Krohnstieg-Süd. Het complex werd in 2016 gekocht door de Hanseatische Betreuungs- und Beteiligungsgesellschaft (HBB) voor ca. € 30 miljoen van Patrizia Immobilien. Op 31 december 2021 werd het centrum aan Ampega Investment en de Hahn Gruppe verkocht. Het beheer van het centrum geschiedt door HBB Centermanagement.

## Gebruik
Het winkelcentrum heeft een oppervlakte van ca. 20.000 m² met winkels en horeca in de kelder en op de begane grond rond een ellipsvormig atrium. De ankerhuurders van het centrum zijn supermarkt Edeka, sportartikelenwinkel Decathlon en drogisterijketen Budnikowsky. De overige 3.000 m² zijn kantoren, welke gelegen zijn op de verdiepingen 2 tot en met 4. Het winkelcentrum beschikt over een eigen bovengrondse parkeergarage met 420 parkeerplaatsen op verdieping 1 tot en met 5.